# Rivière Calcasieu
La rivière Calcasieu est un cours d'eau qui prend sa source dans la paroisse de Vernon en Louisiane aux États-Unis. 

## Géographie
Son cours est orienté du Nord vers le Sud. La rivière traverse la ville de Lake Charles située dans la paroisse de Calcasieu. Elle traverse le lac Charles puis continue son cours en aval vers la paroisse de Cameron, alimente le lac Calcasieu puis se jette dans le golfe du Mexique. 
Sa longueur est de 322 kilomètres de long.

## Histoire
Le nom de Calcasieu vient de la langue  amérindienne de la tribu des Atakapas katkosh, pour aigle, and yok pour crier. Les colons français, à l'époque de la Louisiane française, l'ont transcrit tout d'abord en Quelqueshue (terme que l'on retrouve encore sur des noms de rues de villes ou villages de la paroisse de Calcasieu), puis en Calcasieu.
Durant la période d'occupation espagnole de la Louisiane française, la rivière Calcasieu qui traverse la paroisse du même nom, prit temporairement le nom d'Arroyo Hondo (ruisseau profond).
La rivière marqua la limite orientale de la zone neutre entre la rivière Sabine et la rivière Calcasieu, une zone contestée entre le Texas espagnol et les États-Unis après l'achat de la Louisiane en 1804. Les officiers locaux d'Espagne et des États-Unis ont accepté de laisser la zone neutre temporairement hors de la juridiction de l'un ou l'autre pays. La région, maintenant dans l'ouest de la Louisiane, avait un statut neutre de 1806 à 1821. Le traité d'Adams-Onís signé en 1819 et ratifié en 1821, reconnaissait la revendication américaine, fixa la frontière à la rivière Sabine.